# Ralf Schlotter
Ralf H. Schlotter (* 12. März 1971 in Karlsruhe) ist ein deutscher Kameramann.

## Leben
Schlotter machte 1986 eine Ausbildung zum Fotografen in Karlsruhe. 1992 setzte er seine Ausbildung beim Kameraverleih FGV Schmidle in Berlin fort. 1997 folgte ein Studium zum Kameramann an der Hochschule für Film und Fernsehen Potsdam. Seit 1999 ist er als Kameramann aktiv.
Bei dem Kurzfilm Reshape (1998) war Schlotter gleichzeitig Kameramann und Regisseur. Er drehte mehrere Dokumentarfilme wie Katharina Bullin – Und ich dachte ich wär’ die Größte (2005) und Democracy in motion (2010) sowie Spielfilme wie Warum Ulli sich am Weihnachtsabend umbringen wollte (2005) und Draußen am See (2009).
Schlotter arbeitete bereits mit Regisseuren wie Matthias Kopp, Kim Matthias, Marcus Welsch, Zoran Solomun, Igor Mirkovic, Felix Fuchssteiner, PeeWee Horris und Peter Wedel zusammen.

## Filmografie (Auswahl)
- 1998: Reshape (Kurzfilm)
- 1999: Szamotas Geliebte (Kurzfilm)
- 2002: Mr. Hollywood Star (Kurzfilm)
- 2005: Katharina Bullin – Und ich dachte ich wär’ die Größte (Dokumentation)
- 2005: Warum Ulli sich am Weihnachtsabend umbringen wollte
- 2008: L.A. Unfinished (Dokumentation) (L.A. Nedovršeno)
- 2008: Edge City: The Story of the Merry Pranksters (Dokumentation) (Additional Kamera)
- 2009: Draußen am See
- 2010: Democracy in motion (Dokumentarfilm)
- 2016: Smaragdgrün